# Rosoy (Oise)
Rosoy – miejscowość i gmina we Francji, w regionie Hauts-de-France, w departamencie Oise.
Według danych na rok 1990 gminę zamieszkiwało 429 osób, a gęstość zaludnienia wynosiła 87 osób/km² (wśród 2293 gmin Pikardii Rosoy plasuje się na 588. miejscu pod względem liczby ludności, natomiast pod względem powierzchni na miejscu 881.).